# 970 Primula
970 Primula è un asteroide della fascia principale. Scoperto nel 1921, presenta un'orbita caratterizzata da un semiasse maggiore pari a 2,5600810 UA e da un'eccentricità di 0,2709381, inclinata di 5,03224° rispetto all'eclittica.
Il suo nome fa riferimento al genere Primula, che comprende piante spesso usate a scopo ornamentale.